# Football aux Jeux des îles de l'océan Indien 2019
Navigation
Édition précédente Édition suivante
Le football est l'une des quatorze disciplines sportives au programme des Jeux des îles de l'océan Indien 2019, la dixième édition des Jeux des îles de l'océan Indien, qui se déroule à Maurice en juillet 2019.
Lors de la finale, les 5 tirs au but de Maurice
 ont été soit repoussé par le gardien réunionnais, soit tiré à côté du but.

## Tournoi masculin

### Phase de poules

#### Groupe A
| Rang | Équipe     | Pts | J | G | N | P | Bp | Bc | Diff |
| ---- | ---------- | --- | - | - | - | - | -- | -- | ---- |
| 1    | Maurice    | 2   | 2 | 0 | 2 | 0 | 2  | 2  | 0    |
| 2    | Seychelles | 2   | 2 | 0 | 2 | 0 | 1  | 1  | 0    |
| 3    | Madagascar | 2   | 2 | 0 | 2 | 0 | 1  | 1  | 0    |

| 18 juillet 2019 | Maurice | 1 – 1   | Seychelles | Stade George-V, Curepipe, Maurice |  |
| 13:30 (UTC+4)   |         | (1 – 0) |            |                                   |  |

| 20 juillet 2019 | Seychelles | 0 - 0   | Madagascar | Stade Auguste Volaire, Flacq, Maurice |
|                 |            | (0 – 0) |            |                                       |

| 22 juillet 2019 | Madagascar | 1 - 1   | Maurice    | Stade George-V, Curepipe, Maurice |                                |
|                 | Michel 16e | (0 – 1) | 43e Nazira | Arbitrage : Fabrice Commandant    | Arbitrage : Fabrice Commandant |

#### Groupe B
| Rang | Équipe     | Pts | J | G | N | P | Bp | Bc | Diff |
| ---- | ---------- | --- | - | - | - | - | -- | -- | ---- |
| 1    | La Réunion | 6   | 3 | 2 | 0 | 1 | 5  | 1  | +4   |
| 2    | Mayotte    | 6   | 3 | 2 | 0 | 1 | 5  | 2  | +3   |
| 3    | Comores    | 6   | 3 | 2 | 0 | 1 | 4  | 2  | +2   |
| 4    | Maldives   | 0   | 3 | 0 | 0 | 3 | 1  | 10 | -9   |

| 18 juillet 2019 | La Réunion                                                                | 4 – 0   | Maldives | Stade Auguste Volaire, Flacq, Maurice |  |
| 11:50 (UTC+4)   | Anjy Vardapin 20e · Jean-Michel Fontaine 22e , 67e · Mathieu Sarpédon 62e | (2 – 0) |          |                                       |  |

| 18 juillet 2019 | Mayotte                                     | 2 – 0   | Comores | Stade Auguste Volaire, Flacq, Maurice |  |
| 13:30 (UTC+4)   | Kamal Ben Djadid 50e · Mouhtar Madi Ali 77e | (0 – 0) |         |                                       |  |

| 20 juillet 2019 | La Réunion          | 1 - 0   | Mayotte | Stade George-V, Curepipe, Maurice |                               |
|                 | Assoumani Akbar 76e | (0 - 0) |         | Arbitrage : Imtehaz Heeralall     | Arbitrage : Imtehaz Heeralall |

| 20 juillet 2019 | Maldives | 0 - 3   | Comores                                                           | Stade George-V, Curepipe, Maurice |                              |
|                 |          | (0 – 3) | 26e Ibroihim Youssouf · 36e Issa Nazarali · 44e Malaga Soulaimana | Arbitrage : Patrice Milazare      | Arbitrage : Patrice Milazare |

| 22 juillet 2019 | Mayotte | 3 - 1   | Maldives | Stade George-V, Curepipe, Maurice |
|                 |         | (1 – 1) |          |                                   |

| 22 juillet 2019 | Comores          | 1 - 0   | La Réunion | Stade George-V, Curepipe, Maurice |                               |
|                 | Nassim Ali 90+2e | (0 – 0) |            | Arbitrage : Imtehaz Heeralall     | Arbitrage : Imtehaz Heeralall |

### Tour final

#### Demi-finales
| 24 juillet 2019 | La Réunion                                                                          | 4 - 0   | Seychelles | Stade Auguste Volaire, Flacq, Maurice |                               |
|                 | Joé Damour 16e · Loïc Rivière 41e · Sylvain Philéas , 46e · Alexandre Loricourt 75e | (2 – 0) |            | Arbitrage : Athoumane Mohamed         | Arbitrage : Athoumane Mohamed |

| 24 juillet 2019 | Maurice               | 1 - 0 ap              | Mayotte | Stade George-V, Curepipe, Maurice |                         |
|                 | Perticots 115e (pen.) | (0 – 0, 0 – 0, 0 – 0) |         | Arbitrage : Adam Fazeel           | Arbitrage : Adam Fazeel |

#### Match pour la3eplace
| 26 juillet 2019 | Seychelles | 1 - 3   | Mayotte | Stade Auguste Volaire, Flacq, Maurice |                                |
|                 |            | (1 – 1) |         | Arbitrage : Fabrice Commandant        | Arbitrage : Fabrice Commandant |

#### Finale
| 28 juillet 2019 | Maurice           | 1 - 1 ap | La Réunion                 | Stade Auguste Volaire, Flacq, Maurice             |                                                   |
| | François 70e      | (0 – 1, 1 – 1, 1 – 1) | 45+1e Jean-Michel Fontaine | Spectateurs : 7 000 Arbitrage : Athoumane Mohamed | Spectateurs : 7 000 Arbitrage : Athoumane Mohamed |
| | Tirs au but 0 – 1 | |                            | Spectateurs : 7 000 Arbitrage : Athoumane Mohamed | Spectateurs : 7 000 Arbitrage : Athoumane Mohamed |
| Casernes — Agathe (Fabrice Augustin 66e ), Francis Rasolofonirina, Dorza - St Martin, Samuel Brasse (Jonathan Spéville 120e ), Emmanuel Vincent ( 67e), Stéphan Nabab (Mervyn Jocelyn 99e ), Botlar (Kévin Perticots 46e ) — Adrien François ( 84e) — Nazira · Entraîneur : Akbar Patel. | Équipes           | Mathieu Pelops — Dubaril (Thomas Alpou Boulaque 80e ), Jonathan Boyer , Yohan Guichard, Bertrand Bador — Loïc Rivière (Alexandre Loricourt 106e ), Thomas Souevamanien ( 69e), Sébastien K'Bidi, Damour — Sylvain Philéas (Anjy Vardapin 69e ) — Jean-Michel Fontaine · Entraîneur : Jean-Pierre Bade. |                            | Spectateurs : 7 000 Arbitrage : Athoumane Mohamed | Spectateurs : 7 000 Arbitrage : Athoumane Mohamed |